# WrestleMania XII
WrestleMania XII a fost cea de-a XII-a ediție a pay-per-view-ului anual WrestleMania organizat de promoția World Wrestling Federation. A avut loc în arena Arrowhead Pond din Anaheim, California pe data de 31 martie 1996. 
Atracția principală a evenimentului a fost meciul pentru centura WWF care urma să aibă o durată de desfășurare de o oră. "Rowdy" Roddy Piper, aflat atunci în rolul președintelui WWF a anunțat într-una din edițiile emisiunii Monday Night RAW că Bret Hart, campionul en-titre, care își apărase centura în fața lui Diesel la pay-per-view-ul In Your House din luna februarie 1996, trebuie să-l înfrunte pe Shawn Michaels, câștigătorul meciului de la Royal Rumble 1996 în primul meci de tipul Iron Man din istoria WWF. În acest tip de meci, câștigător este declarat wrestlerul care obține cele mai multe victorii pe parcursul a 60 de minute.
Main-eventul a fost construit în jurul imaginii celor doi wrestleri - campionul Bret Hart, care dorea cu orice preț să-și păstreze centura, și Shawn Michaels, care avusese parte în ultimele luni numai de ghinioane: a pierdut meciul din anul precedent de la WrestleMania XI, a fost agresat într-un club de noapte din Syracuse, New York, i-a cedat titlul intercontinental lui Dean Douglas la un pay-per-view în octombrie 1995 și a fost trădat de unul dintre cei mai apropiați prieteni ai săi, Diesel, la unul din house show-urile WWF desfășurate la Madison Square Garden.

## Rezultate
- Meci WWE Free for All: The Bodydonnas (Skip și Zip) (însoțiți de Sunny) i-au învins pe The Godwinns (Henry și Phineas) (însoțiți de Hillbilly Jim), câștigând titlul vacant WWF Tag Team Championship (5:21)

- - Skip a obținut victoria, numărându-l pe Phineas.
- Meci Free for All: Nacho Man s-a luptat cu The Huckster, meciul terminându-se cu un no-contest
  - Arbitrul special al întâlnirii a fost Miliardarul Ted
  - Lupta a fost înregistrată anterior show-ului.
  - Meciul s-a terminat după ce Huckster l-a lovit pe Nacho Man cu un scaun, iar acesta l-a lovit pe Huckster cu un pantof de damă
- Camp Cornette (Vader, The British Bulldog și Owen Hart) (însoțiți de Jim Cornette) i-au învins pe Yokozuna, Jake Roberts și Ahmed Johnson (12:51)
  - Vader l-a numărat pe Roberts, după aplicarea unui Vaderbomb.
- Steve Austin (însoțit de Ted DiBiase) l-a învins pe Savio Vega (10:00)
  - Austin a câștigat prin pinfall, după ce l-a lovit în mod repetat pe Vega cu centura "Million Dollar".
- The Ultimate Warrior l-a învins pe Hunter Hearst Helmsley (însoțit de Sable) (1:36)

- - Warrior a câștigat prin pinfall, după ce i-a aplicat lui Helmsley un Warrior Splash.
  - Aceasta a fost prima apariție a lui Warrior într-un show WWF după anul 1992, meciul marcând totodată și debutul lui Sable.
- The Undertaker (însoțit de Paul Bearer) l-a învins pe Diesel (16:46)
  - Undertaker l-a numărat pe Diesel după ce i-a aplicat un Tombstone Piledriver.
- Roddy Piper l-a învins pe Goldust într-un meci numit "Hollywood Backlot Brawl"
  - Meciul nu a avut un câștgător în adevăratul sens al cuvântului, regulile meciului nefiind explicate înainte de începerea lui. Pe un drum din spatele arenei Arrowhead Pond, Goldust era urmărit de Piper și a reușit să se urce la bordul unui Cadillac auriu. După aproximativ o oră, Goldust s-a întors la arena care găzduia evenimentul, Piper urmându-l în interorul clădirii. Cei doi au ajuns să se lupte în ring, după care Goldust a reușit să scape de Piper și a părăsit incinta. Întreg segmentul, cu excepția părții de final, a fost înregistrat anterior.
- Shawn Michaels (însoțit de Jose Lothario) l-a învins pe Bret Hart într-un meci de tipul Iron Man, câștigând titlul de campion WWF (1:01:52)
  - Michaels a câștigat prin pinfall, după ce i-a aplicat lui Hart de două ori manevra sa de final - Sweet Chin Music.
  - După scurgerea celor 60 de minute regulamentare, rezultatul meciului era o remiză (0-0), nici unul dintre cei doi wrestleri nereușind să-l învingă pe celălalt. După anunțarea remizei, președintele Gorilla Monsoon a intrat în ring și a hotărât ca meciul să continue sub regula morții subite.

## Alți participanți
| Comentatori - Jerry "The King" Lawler - Vince McMahon Comentatori spanioli - Carlos Cabrera - Hugo Savinovich Reporteri - Mr. Perfect - Todd Pettengill - Dok Hendrix | Ring announcer - Howard Finkel Arbitrii - Mike Chioda - Jack Doan - Earl Hebner - Tim White |

## De reținut
- Meciul dintre Shawn Michaels și Bret Hart reprezintă meciul cu cea mai mare durată din istoria WrestleMania.
- În partea înregistrată care reda urmărirea mașinii lui Goldust s-au folosit părți din filmarea poliției din Los Angeles, care îl urmărea pe autostradă pe fugarul O.J. Simpson.
- Logo-ul acestei ediții este inspirat din cel al companiei 20th Century Fox.
- Excluzând meciurile din segmentul Free for All, aceasta este unica ediție WrestleMania de până acum în care a fost pus în joc un singur titlu (WWF Championship).
- Aceasta este singura ediție în care pânza care acoperea ringul a avut logo-ul WrestleMania. După eveniment, pânza a fost tăiată în mici bucăți și a fost vândută prin intermediul magazinului WWF.